# Freie Ämter
Pour les articles homonymes, voir Amter.
1415–1798
Entités précédentes :
- Habsbourg

Entités suivantes :
- Canton de Baden

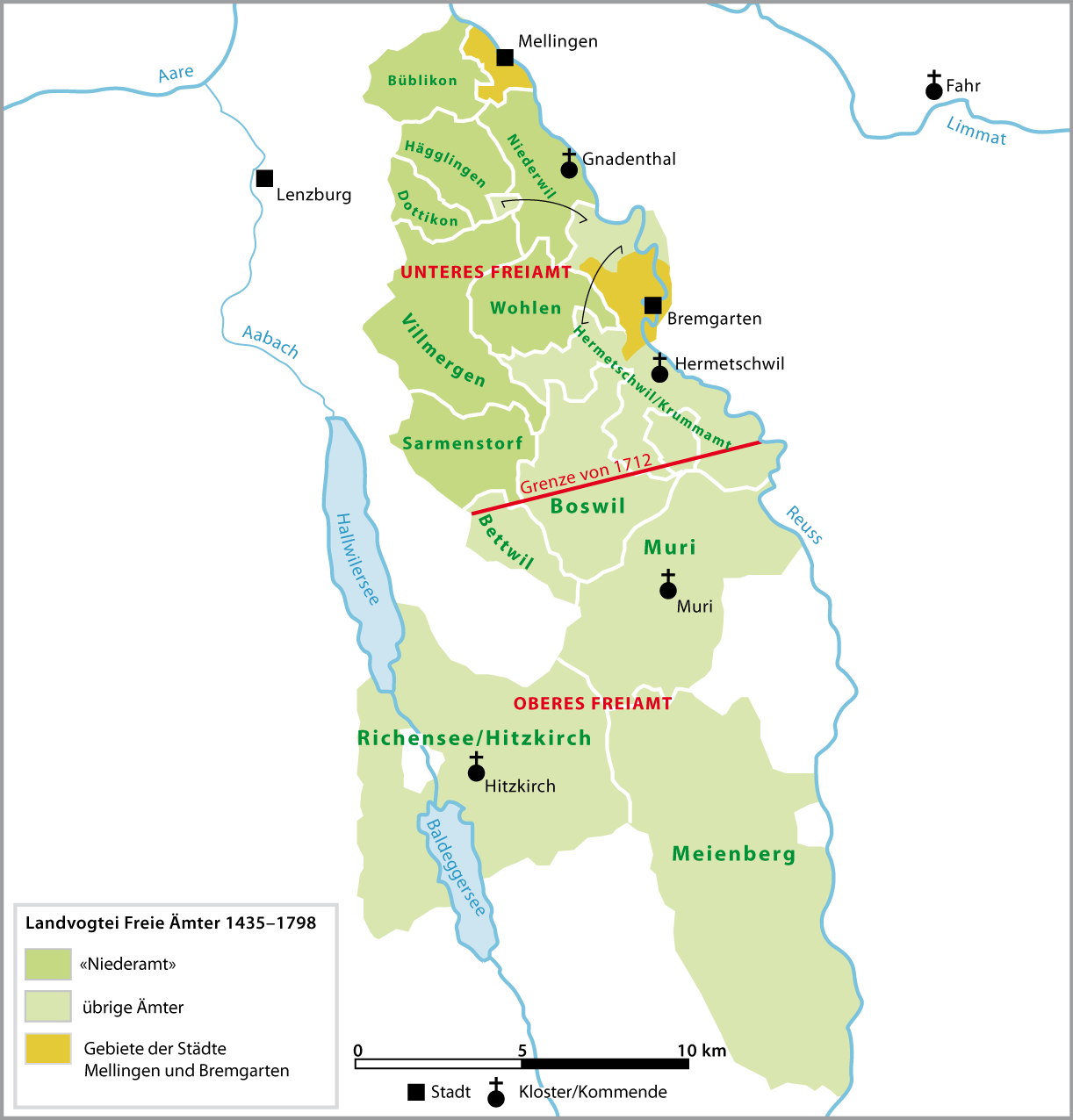
Carte du Freie Ämter, avec la frontière de 1712 de la Paix d'Aarau

Les Freie Ämter (littéralement, « bailliages libres » en allemand) sont l'un des bailliages communs en Suisse qui a existé de 1415 à 1798, sur le territoire du sud de l'actuel canton d'Argovie.

## Histoire
Avant 1415, la région correspondant aux Freie Ämter est un ensemble de bailliages relevant de l'Autriche antérieure (et donc des Habsbourg) ou de la Confédération des VIII cantons suisse.
En 1415, à la demande de l'empereur Sigismond Ier, la Confédération suisse envahit les terres de Frédéric IV d'Autriche. À l'exception d'Uri qui ne participe pas à l'opération militaire, les membres de la Confédération des VIII cantons conquièrent les territoires de l'actuelle Argovie. Berne occupe la partie occidentale ; Glaris, Lucerne, Nidwald, Obwald, Schwytz, Zoug et Zurich occupent la partie orientale, les Freie Ämter. Cette zone est initialement divisée, Lucerne s'octroyant certaines parties, mais ces zones lucernoises sont incorporées au bailliage commun des six cantons en 1425.
En 1435, les Freie Ämter sont divisés en 13 bailliages : Bettwil, Boswil, Hermetschwil, Hitzkirch, Meienberg et Muri d'une part, et Büblikon-Wohlenschwil, Dottikon, Hägglingen, Niederwil, Sarmenstorf, Villmergen et Wohlen d'autre part (formant le Niederamt).
En 1531, lors de la seconde guerre de Kappel, les Freie Ämter, majoritairement protestants, sont envahis par les cantons catholiques et perdent certains droits. Uri est inclus dans leur administration en 1532. Ils sont le théâtre des guerres de Villmergen en 1656 et 1712.
En 1712, la Paix d'Aarau résultant de la victoire protestante conduit à la partition des Freie Ämter. Les cantons catholiques sont exclus de l'administration des bailliages d'une partie de Boswill, de Hermetschwil et du Niederamt, au profit de Zurich, Berne et Glaris exclusivement. Les sept cantons qui administraient les autres bailliages sont rejoints par celui de Berne.
En 1798, lors de la création de la République helvétique, les Freie Ämter sont intégrés dans le canton de Baden. En 1803, après l'effondrement de la République helvétique, la majorité du territoire rejoint le canton d'Argovie (le bailliage de Hitzkirch rejoint celui de Lucerne).